# Michael Chandler
Michael Chandler (geb. vor 1983) ist ein US-amerikanischer Filmeditor, Drehbuchautor und Filmregisseur, der insbesondere im Bereich des Dokumentarfilms aktiv ist.

## Leben
Michael Chandler absolvierte ein Studium der Urban Studies an der Yale University, gefolgt von einem Master-Studium im Bereich Kommunikation an der Stanford University. 
Chandler war ab Ende der 1970er Jahre als Editor bei verschiedenen Dokumentarfilmen tätig. 1983 schnitt er mit Wenn die Wölfe heulen seinen ersten Spielfilm. Im Jahr darauf wirkte er an Amadeus mit, für den er gemeinsam mit Nena Danevic eine Oscar-Nominierung in der Kategorie Bester Schnitt erhielt. Zudem gewannen die beiden einen British Academy Film Award in der Kategorie Bester Schnitt. Die American Cinema Editors zeichneten sie mit einem Eddie Award aus. Einen ersten Eddie Award hatte Chandler bereits 1981 erhalten.
In den 1980er Jahren verfasste er erste Drehbücher für Dokumentationen, 1998 gab er mit Forgotten Fires sein Regiedebüt. Als Regisseur und Drehbuchautor ist er ausschließlich im Dokumentarbereich tätig und wurde hier mehrfach ausgezeichnet. 
Gemeinsam mit der Produzentin Sheila Canavan betreibt er die Produktionsfirma Pack Creek Productions. 

## Filmografie (Auswahl)
- 1983: Wenn die Wölfe heulen (Never Cry Wolf)
- 1984: Amadeus
- 1985: Mishima – Ein Leben in vier Kapiteln (Mishima: A Life in Four Chapters)
- 1986: Howard – Ein tierischer Held (Howard the Duck)
- 1987: Julia und Julia (Julia and Julia)
- 1990: Waldo Salt: A Screenwriter’s Journey (Dokumentarfilm)
- 1990: Hölle am Amazonas (Amazon)
- 1992: Wind
- 1993: Wie ein Vogel im Wind (Digger)
- 1995: Das Empire Team (Empire Records)
- 2009: Der gefährlichste Mann in Amerika – Daniel Ellsberg und die Pentagon-Papiere (The Most Dangerous Man in America Daniel Ellsberg and the Pentagon Papers)
- 2013: Eine Hochzeit zu Weihnachten (Snow Bride, Fernsehfilm)